# Svenska baletten i Paris

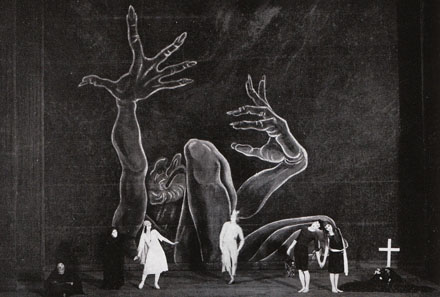
Dårhuset med Jean Börlin och Jolanda Figoni framför dekor av Nils Dardel 1921.

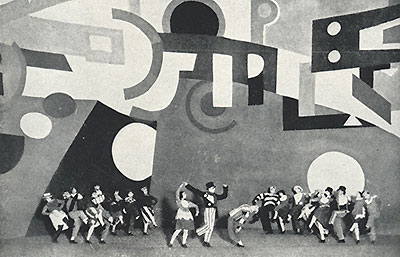
Skating Rink av Jean Börlin 1922.

Svenska Baletten i Paris, Les Ballets Suédois, var en balettensemble, verksam i Paris 1920–25, med hemmascen på Théâtre des Champs-Élysées, men med turnéer såväl i Europa som USA.
Baletten var 1920 grundad och ledd av Rolf de Maré i samarbete med koreografen Jean Börlin. Det var världens tredje privatägda, oberoende balettensemble (efter Sergej Djagilevs och Anna Pavlovas).
Baletten var en nyskapande kraft under mellankrigstiden genom sin ambition att i verket kombinera dans, drama, måleri, poesi, musik, akrobatik, circus, film och pantomim.

## Historia
Förebild var den Ryska baletten och Sergej Djagilev, som hade verkat sedan 1909. Under fem år satte Svenska baletten upp 26 olika produktioner där många av tidens främsta tonsättare och bildkonstnärer var representerade. Koreografin till samtliga baletter skapades av Jean Börlin, och flertalet dansare hämtades från Operabaletten i Stockholm. Bland solisterna märktes förutom Jean Börlin Jenny Hasselquist och Carina Ari som här fick sitt internationella genombrott 1920.
Inledningsvis var inriktningen nationalromantisk. Midsommarvaka 1920 byggde på ett tidigare verk av Hugo Alfvén med dekor och scenografi av Nils von Dardel. Musiken i Midsommarvaka präglas starkt av svensk folkton. Detta gällde även i minst lika hög grad musiken till De fåvitska jungfrurna av Kurt Atterberg med scenografi av Einar Nerman.
Efterhand blev uttrycksmedlen mer radikala i mötet med tidens avantgarde och moderna dans. Nationalromantik och neoklassicism fick lämna plats för expressionism och modernism som i Viking Dahls nykomponerade Maison de fous (Dårhuset). Vidare kom även internationella konstnärer som Fernand Léger och Francis Picabia att engageras liksom tonsättare som Darius Milhaud och Erik Satie för helt nya produktioner.
Baletten samlade sina medarbetare ur tidens mest begåvade avantgarde: diktare som Paul Claudel, Jean Cocteau, Pär Lagerkvist och Luigi Pirandello, scenografer som Fernand Léger, Nils Dardel och Francis Picabia samt tonsättare som Erik Satie, Darius Milhaud, Arthur Honegger, Kurt Atterberg och Hugo Alfvén. Även en kortfilm beställdes, av René Clair ("Entr'acte", 1924).
Mellan 1920 and 1925, hade baletten skapat 26 verk i totalt 2800 framträdanden i 146 städer i Europa och USA. Deras uppsättningar var mycket uppmärksammade i den samtida pressen.
Intresset för ensemblen har återväckts i vår tid, med både internationella utställningar och nyskapelser av balettens verk. Vid Kungliga Operans 225-årsjubileum 1998 gavs ett program med fyra av Svenska balettens verk: Skating Rink, Dervischer och Within the Quota med koreografi av Millicent Hodson och Kenneth Archer samt El Greco i koreografi av Ivo Cramér.
| År         | Verk                                                                                             | Undertitel                                                                                               | Kompositör                                                   | Scenografi och formgivning         |
| ---------- | ------------------------------------------------------------------------------------------------ | --- | ------------------------------------------------------------ | ---------------------------------- |
| 1920-10-25 | Jeux.                                                                                            | Dansat poem av Vaslav Nijinskij                                                                          | Claude Debussy                                               | Pierre Bonnard och Jeanne Lanvin   |
| 1920-10-25 | Iberia.                                                                                          | Spanska scener i tre tablåer                                                                             | Isaac Albéniz med orkestrering av Désiré-Emile Inghelbrecht  | Théophile Alexander Steinlen       |
| 1920-10-25 | Nuit de Saint Jean (Midsommarvaka).                                                              | | Hugo Alfvén                                                  | Nils Dardel                        |
| 1920-10-25 | Derviches.                                                                                       | | Aleksandr Glazunov                                           | Georges Mouveau                    |
| 1920-11-08 | Maison de fous (Dårhuset).                                                                       | Drama av Jean Börlin                                                                                     | Viking Dahl                                                  | Nils Dardel                        |
| 1920-11-08 | Le Tombeau de Couperin (Till Couperins minne).                                                   | | Maurice Ravel                                                | Pierre Laprade                     |
| 1920-11-18 | El Greco.                                                                                        | Mimiska scener av Jean Börlin                                                                            | Désiré-Emile Inghelbrecht                                    | Efter El Greco av Georges Mouveau  |
| 1920-11-18 | Les Vierges folles (De fåvitska jungfrurna).                                                     | Balettpantomim av Kurt Atterberg och Einar Nerman                                                        | Kurt Atterberg                                               | Einar Nerman                       |
| 1920-11-18 | Chopin.                                                                                          | | Frédéric Chopin med orkestrering av Eugène Bigot             |                                    |
| 1921-02-15 | La Boîte à Joujoux (Leksakslådan).                                                               | Balett av André Hellé                                                                                    | Claude Debussy med orkestrering av André Caplet              | André Hellé                        |
| 1921-06-06 | L'Homme et son Désir (Människan och hennes åtrå).                                                | Dansdikt av Paul Claudel                                                                                 | Darius Milhaud                                               | Audrey Parr                        |
| 1921-06-18 | Les Mariés de la tour Eiffel (Bröllopet på Eiffeltornet).                                        | Spectacle av Jean Cocteau                                                                                | Groupe des Six                                               | Irène Lagut och Jean Hugo,         |
| 1921-11-20 | Dansgille.                                                                                       | | Eugène Bigot                                                 | Efter en målning i Nordiska museet |
| 1922-01-20 | Skating Rink.                                                                                    | Dansat poem av Riciotto Canudo                                                                           | Arthur Honegger                                              | Fernand Léger                      |
| 1923-05-25 | Marchand d'oiseaux (Fågelhandlaren).                                                             | Balett av Hélène Perdriat                                                                                | Germaine Tailleferre                                         | Hélène Perdriat                    |
| 1923-05-25 | Offerlunden.                                                                                     | Balettpantomim av Jean Börlin                                                                            | Algot Haquinius                                              | Gunnar Hallström                   |
| 1923-10-25 | La Création du monde (Världens skapelse).                                                        | Balett av Blaise Cendrars                                                                                | Darius Milhaud                                               | Fernand Léger                      |
| 1923-10-25 | Within the Quota ; L'immigrant (Immigranten).                                                    | Balettsketch av Gerald Murphy                                                                            | Cole Porter med orkestrering av Charles Koechlin             | Gerald Murphy                      |
| 1924-11-19 | Le Roseau (Vassröret).                                                                           | Balett efter en persisk legend                                                                           | Daniel Lazarus                                               | Alexander Alexeïeff                |
| 1924-11-19 | Le Porcher (Svinaherden).                                                                        | Balett efter en saga av H. C. Andersen                                                                   | Efter svenska folklåtar orkestrerad av Pierre-Octave Ferroud | Alexander Alexeïeff                |
| 1924-11-19 | La Jarre (Krukan)                                                                                | Balett i en akt efter en berättelse av Luigi Pirandello                                                  | Alfredo Casella                                              | Giorgio de Chirico                 |
| 1924-11-19 | Le tournoi singulier eller Éros aveugle (Det sällsamma tornerspelet eller Den förblindade eros). | Balett efter Louise Labé                                                                                 | Roland Manuel                                                | Tsuguharu-Leonard Foujita          |
| 1924-12-04 | Relâche.                                                                                         | Instantaneistisk balett i två akter och en kinematografisk mellanakt samt hundsvansen av Francis Picabia | Erik Satie                                                   | Francis Picabia och René Clair     |